# 研究社
株式会社研究社（けんきゅうしゃ）は、東京都千代田区富士見に本社を置き、主に英和辞典などの辞書や書籍を発行する出版社である。

## 沿革
- 1907年 -   小酒井五一郎（1881－1962）が英語研究社を設立[注 1]。
- 1908年 -  「初等英語研究」創刊。
- 1912年 -  「公式応用 英文解釈研究」（山崎貞著）刊行。
- 1916年 -   社名を「研究社」と改称。
- 1917年 -  「受験と学生」（「高校英語研究」の前身）創刊。
- 1918年 -   武信由太郎編「和英大辞典」。
- 1919年 -   東京府東京市麹町区九段中坂に組版工場を設立。
- 1920年 -   東京府東京市牛込区神楽坂（現・研究社英語センター所在地）に印刷工場を新設。
- 1921年 - 「英文学叢書」刊行開始［昭和7年全100巻完結］。
- 1924年 -   改築の為、印刷工場を一時飯田町に移転。
- 1927年 -   岡倉由三郎編「新英和大辞典」。斎藤勇『思潮を中心とせる英文学史』。神楽坂の印刷工場が完成。
- 1931年 -   武信由太郎編「新和英大辞典」。
- 1933年 -  「研究社英米文学評伝叢書」刊行開始（-1939年）。
- 1939年 -   東京府北多摩郡吉祥寺村（現・武蔵野市）に印刷工場を設立。
- 1944年 -   喜安璡太郎から「英語青年」の移譲を受ける。中島文雄「英語の常識」。
- 1945年 -  「時事英語研究」創刊。
- 1947年 -　 研究社出版を分離独立、五一郎の長男・小酒井益蔵（1905－1977）が社長に就任。富士整版工場を設立。
- 1951年 -   印刷工場が分離独立、研究社印刷株式会社を設立。
- 1952年 -  「羅和辞典」。
- 1963年 -  「詳注シェイクスピア双書」全12巻。
- 1964年 -  「現代英語教育」創刊。「現代英語教育講座」。
- 1965年 -  「新々英文解釈研究」（山崎貞著、佐山栄太郎改訂）刊行。
- 1966年 -  「羅和辞典　増訂新版」。
- 1967年 -   創立60周年。「新英和中辞典」。
- 1968年 -  「英語歳時記」全5巻。
- 1975年 -   大橋健三郎・斎藤光・大橋吉之輔編『総説アメリカ文学史』。
- 1977年 -   小酒井益蔵死去、植田虎雄が社長となる。「英文解釈教室」（伊藤和夫）。
- 1980年 -  「英語基本動詞辞典」。
- 1984年 -  「リーダーズ英和辞典」。「ライトハウス英和辞典」。「ライトハウス和英辞典」。研究社印刷が、埼玉県新座市野火止に新社屋を建設し、富士整版工場，吉祥寺工場が移転。研究社の印刷所として九段中坂に組版工場を設立。
- 1985年 -  「研究社英米文学辞典　第3版」。
- 1988年 -  「露和辞典」。
- 1990年 -  「新漢英字典」。「電子ブック版 新英和・和英中辞典」。
- 1992年 -  「新スペイン語辞典」。「チョムスキー理論辞典」。
- 1994年 -  「リーダーズ・プラス」「グリーンライトハウス英和辞典」を発刊。
- 1995年 -  「新編英和活用大辞典」。「カレッジライトハウス英和辞典」。「カレッジライトハウス和英辞典」。
- 1996年 -  「新カトリック大事典」第1巻。「独和中辞典」。
- 1997年 -  「英語語源辞典」「英語学文献解題」全9巻を発刊。『高校英語研究』が終刊。
- 1998年 -  「理化学英和辞典」。「類義語使い分け辞典」。
- 1999年 -  「リーダーズ英和辞典　第2版」。「医学英和辞典」。
- 2000年 -  「リーダーズ英和中辞典」。「ルミナス英和辞典」。「ルミナス和英辞典」。「研究社シェイクスピア辞典」。「オックスフォード実例現代英語用法辞典」。『時事英語研究』を『CURRENT ENGLISH』に改題。
- 2003年 -  「応用言語学事典」を発刊。『CURRENT ENGLISH』廃刊。
- 2004年 -   研究社オンライン辞書（KOD)。「研究社シェイクスピア選集」全10巻。
- 2005年 -  「20世紀英語文学辞典」。
- 2007年 -   創立100周年。「日本語類義表現使い分け辞典」。「イギリス哲学・思想事典」。
- 2009年 -  「羅和辞典　改訂版」を発刊。『英語青年』紙版の発行を終了。
- 2012年 -  「リーダーズ英和辞典　第3版」。「日本語コロケーション辞典」。
- 2013年 -  「日本語口語表現辞典」「ラテン語図解辞典」「新編　認知言語学キーワード事典」を発刊。『Web英語青年』サイト閉鎖、これにより115年に亘った『英語青年』の伝統が途切れる。
- 2014年 -  「〈役割語〉小辞典」。
- 2015年 -  「英語談話標識用法辞典」。
- 2016年 -  「〈増補版〉チョムスキー理論辞典」「漢字の使い分けときあかし辞典」
- 2017年 -  「リーダーズ英和中辞典　第2版」「ハックルベリー・フィンの冒けん」「ペストの記憶」
- 2018年 -  「コンパスローズ英和辞典」「四字熟語ときあかし辞典」
- 2019年 -  「英文解体新書」「英文をいかに読むか」
- 2020年 -  「英文解釈クラシック」「ときめき韓国語入門」「初級沖縄語」
- 2021年 -  「ガリヴァー旅行記」「英文解体新書2」「英文精読教室」「基本文法から学ぶ 英語リーディング教本」
- 2022年 -  「英語学習の科学」「日本語パラグラフ・ライティング入門」「英語の技術文書」　研究社印刷が廃業。
- 2023年 -  「市河三喜伝」「日本語複合動詞活用辞典」「パズルで解く世界の言語」「方言漢字事典」「ライトハウス英和辞典　第7版」「大学入試 英単語 最前線 2500」
- 2024年 - 「大学入試 基礎からの英文解釈クラシック」「あたらしい第二言語習得論」「大学入試 英熟語 最前線 1515」「英語定型表現の科学」「英文法総解説」
- 2025年 - 「英語語源ハンドブック」「英文解体新書3」「大学入試 英語長文 最前線」

## かつて発行していた雑誌
- 英語青年（1898年-2009年） → web英語青年（2009年-2013年）
- 高校英語研究（1917年-1997年）
- 時事英語研究（1945年-2000年） → CURRENT ENGLISH（2000年-2003年）
- 現代英語教育（1964年-1999年）